# ويكيبيديا الغوارانية

ويكيبيديا الغوارانية هي النسخة الغوارانية من موسوعة ويكيبيديا المجانية على الإنترنت. أنشئت في عام 2005 بتعاون بين الليتواني ساروناس سيمكوس والأكاديمي الباراغوياني ديفد جاليانو اوليفار.

## المستخدمون والمحررين
| عدد حسابات المستخدمين | عدد المستخدمين النشطين | عدد المقالات | عدد الملفات | عدد المسؤولين |
| --------------------- | ---------------------- | ------------ | ----------- | ------------- |
| 17065                 | 30                     | 5038         | 0           | 2             |

## أنظر أيضا
- تاريخ ويكيبيديا
- موثوقية ويكيبيديا
- مجتمع ويكيبيديا

## روابط خارجية
- ويكيبيديا غواراني باللغة الغوارانية
- غواراني ويكيبيديا (جوال) باللغة الغوارانية